# Angola

Położenie Angoli w Afryce

Angola, Republika Angoli (port. República de Angola) – państwo w południowo-zachodniej Afryce nad Oceanem Atlantyckim, członek Unii Afrykańskiej. Sąsiaduje z Demokratyczną Republiką Konga, Namibią, Kongiem oraz Zambią. W przeszłości była kolonią portugalską. Posiada znaczne zasoby surowców naturalnych, w tym ropy naftowej i diamentów.
Nazwa Angola pochodzi od słowa ngola oznaczającego tytuł władców państwa Ndongo, które zostało podbite i zniszczone przez Portugalczyków.

## Ustrój polityczny

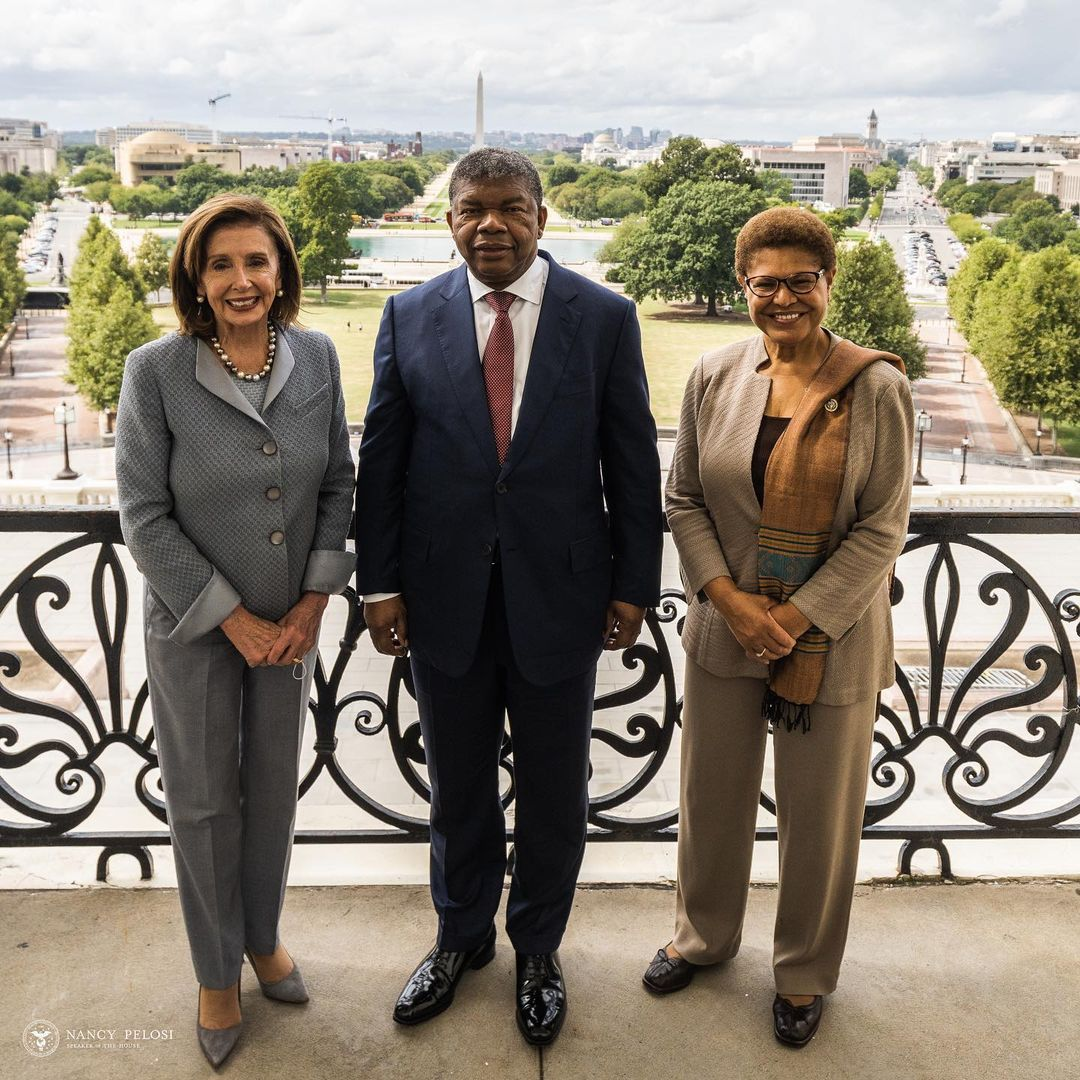
Na środku: João Lourenço

Rzeczywista władza sprawowana jest przez prezydenta. Władzę wykonawczą sprawują: prezydent (od 26 września 2017 jest nim João Lourenço), wiceprezydent oraz rada ministrów. Gubernatorzy 18 prowincji są powoływani i odwoływani przez prezydenta. Konstytucja z 2010 roku określa ogólną strukturę państwa oraz prawa i obowiązki obywateli. System sądownictwa opiera się na prawie portugalskim oraz prawie zwyczajowym. Nie jest jednak sprawny i posiada wiele luk. Sądy znajdują się jedynie w 12 z ponad 180 okręgów. Instancją apelacyjną jest Sąd Najwyższy. Sąd Konstytucyjny, posiadający możliwość rewizji wyroków, nie został jak dotąd powołany.
Ówczesny prezydent José Eduardo dos Santos zapowiedział na 2006 rok wybory, mające na celu wyłonienie prezydenta i Zgromadzenia Narodowego, jednak ostatecznie wybory te się nie odbyły. 5 września 2008 odbyły się wybory parlamentarne, w których zdecydowanie wygrała rządząca partia Ludowy Ruch Wyzwolenia Angoli – Partia Pracy (MPLA) zdobywając 81,6% głosów. Wybory prezydenckie ponownie zostały przełożone.
W 2011 roku rząd Angoli przeforsował zmianę konstytucji, na mocy której kandydat numer jeden partii wygrywającej wybory parlamentarne automatycznie staje się prezydentem.
31 sierpnia 2012 odbyły się trzecie w historii Angoli wybory parlamentarne, w których ponownie zwyciężyła partia Ludowy Ruch Wyzwolenia Angoli (MPLA). Główna partia opozycyjna Narodowy Związek na rzecz Całkowitego Wyzwolenia Angoli (UNITA) skrytykowała partię rządzącą oraz prezydenta za nierzetelne przeprowadzenie wyborów. Wybory były obserwowane przez wysłanników Wspólnoty Rozwoju Afryki Południowej (SADC) oraz Wspólnotę Państw Portugalskojęzycznych (CPLP).
Główne partie: Ludowy Ruch Wyzwolenia Angoli (MPLA), Narodowy Związek na rzecz Całkowitego Wyzwolenia Angoli (UNITA), Narodowy Front Wyzwolenia Angoli (FNLA).

## Podział administracyjny
Kraj jest podzielony na 18 prowincji:
1. Bengo
2. Benguela
3. Bié
4. Kabinda
5. Cuando-Cubango
6. Kwanza Południowa
7. Kwanza Północna
8. Cunene
9. Huambo
10. Huila
11. Luanda
12. Lunda Południowa
13. Lunda Północna
14. Malanje
15. Moxico
16. Namibe
17. Uige
18. Zair.

## Geografia
- Stolica: Luanda
- Większe miasta: Huambo, Benguela, Lobito, Lubango, Moçâmedes
- Położenie geograficzne: 11°-23°E, 5°-18°S
- Długość granic lądowych: 5198 km
  - Demokratyczna Republika Konga 2511 km
  - Kongo 201 km
  - Namibia 1376 km
  - Zambia 1110 km
- Długość wybrzeża: 1600 km
- Najwyższy punkt: Morro de Môco 2,620 m n.p.m.
- Najniższy punkt: Ocean Atlantycki 0 m n.p.m.

## Historia

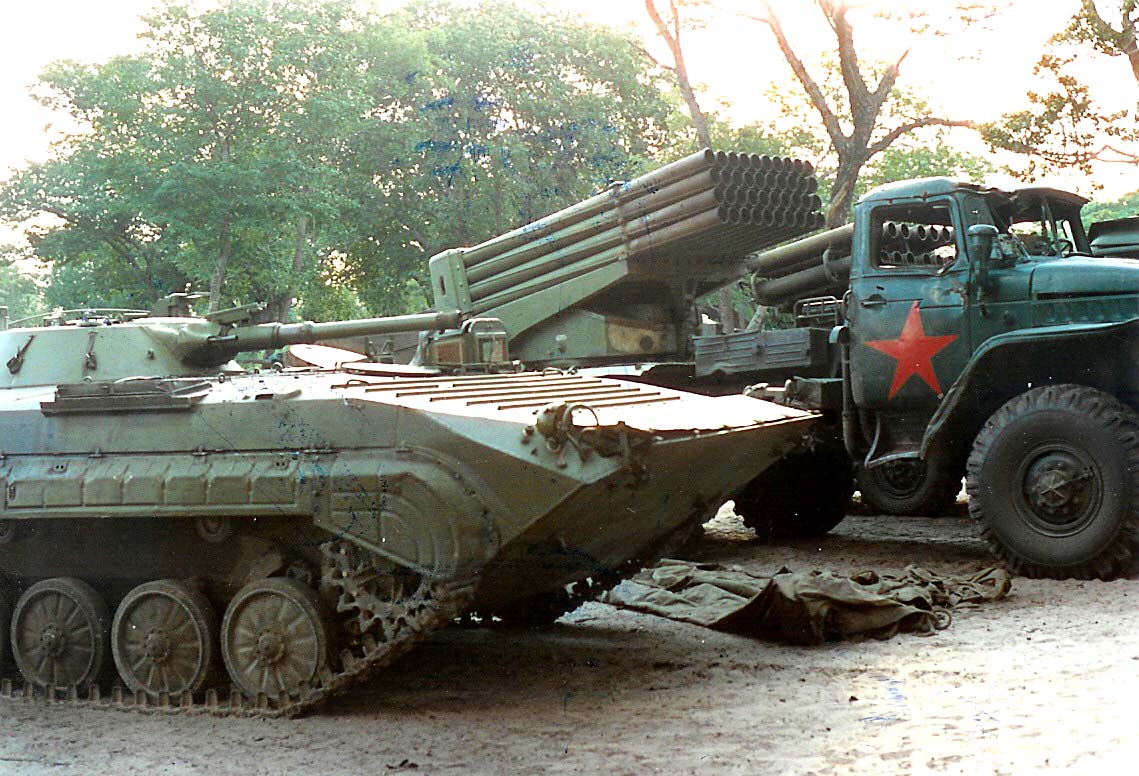
Radziecki sprzęt wojskowy użyty w trakcie wojny domowej

Tereny współczesnej Angoli zasiedlili prawdopodobnie w I tysiącleciu p.n.e. Buszmeni. Plemiona te od VII wieku naszej ery były wypierane przez ludy Bantu na południe. Bantu zorganizowali tu zaawansowane w rozwoju królestwa. Północna część kraju w XIV wieku znalazła się pod panowaniem Królestwa Kongo. W centralnej części Angoli znajdowało się królestwo Ndongo. Do połowy XV wieku Ndongo było zależne od Kongo, panował w nim ustrój wczesnofeudalny z pozostałościami niewolnictwa. W tym samym czasie utworzone zostało królestwo Matamba z siedzibą nad rzeką Kuango. Od początku XVI wieku wybrzeże kraju było opanowywane przez Portugalczyków. Przybysze z Europy ingerowali w miejscowe konflikty i uczynili kraj miejscem handlu niewolnikami. W 1592 roku Portugalczycy utworzyli administracyjny zarząd kolonialny. W latach 1580–1597 trwało powstanie tubylcze stłumione przez kolonizatorów. W latach 1623–1648 Portugalczycy toczyli wojnę z władczynią Ndongo, Anną Nzingą. W latach 1640–1648 wybrzeże kraju przejściowo opanowała Holandia, wyparta następnie z tych terenów przez Portugalczyków. W 1671 roku doszło do portugalskiego podboju Ndongo i Matamby, co umożliwiło kolonizatorom podróż w głąb kraju.
Pod koniec XIX wieku Angola została nazwana przez kolonialistów Portugalską Afryką Zachodnią. Wojska portugalskie zajęły cały obszar kraju dopiero na początku lat 20. Akt Kolonialny z 1930 roku uczynił Angolę posiadłością zarządzaną przez metropolię. Do połowy XX wieku Portugalczycy całkowicie wyeliminowali tradycyjne elity władzy. W 1951 roku Angola została połączona z Portugalią jako zamorska prowincja. W 1954 roku ogłoszono Statut krajowców, który dzielił Angolczyków na tzw. assimilados (zasymilowanych) i tzw. indigenos (tubylców). Assimilados, liczący zaledwie 0,25% ludności kraju, otrzymali obywatelstwo portugalskie, indigenos zostali pozbawieni praw obywatelskich. W tym samym czasie miała miejsca masowa emigracja Portugalczyków na te tereny.
W 1954 roku utworzony został Związek Ludności Angoli, na czele którego stanął Holden Roberto. Organizacja skupiała członków plemienia Kongo i miała prozachodni oraz konserwatywny charakter. Związek został przekształcony w 1964 roku w Narodowy Front Wyzwolenia Angoli (FNLA). W 1956 z kolei powstał Ludowy Ruch Wyzwolenia Angoli (MPLA) z Agostinho Neto jako liderem. MPLA głosił hasła niepodległościowe i lewicowe, choć zrzeszał wszystkie grupy etniczne, to większość jego członków wywodziła się z plemienia Mbundu. W 1960 roku Związek Ludności Angoli i MPLA zawarły porozumienie o współpracy. W 1961 roku MPLA przeprowadziła pierwszą antyportugalską akcję zbrojną, w 1962 roku natomiast wybuchło antykolonialne powstanie Związku Ludności Angoli w północnej Angoli. Pokonani powstańcy ze Związku Ludności Angoli wycofali się na teren Zairu. W 1962 roku utworzyli w Kinszasie Rewolucyjny Rząd Angoli na Wygnaniu z Holdenem Roberto jako premierem. Rząd na uchodźstwie uzyskał poparcie Organizacji Jedności Afrykańskiej. W 1964 roku MPLA wznowił działania zbrojne w Angoli. Wydarzenia te uważane są za początek wojny o niepodległość. W 1965 roku powstał Front Wyzwolenia Enklawy Kabindy (FLEC), na jego czele stanął Luis Ranque Franque. Grupa ta domagała się oderwania bogatej w ropę naftową Kabindy od reszty Angoli. W 1966 roku Organizacja Narodów Zjednoczonych uznała politykę Portugalii w Angoli za „zbrodnię przeciwko ludzkości”. W tym samym roku doszło do rozłamu w FNLA – z Frontu wyłamał się Jonas Savimbi, który powołał Narodowy Związek na rzecz Całkowitego Wyzwolenia Angoli (UNITA) reprezentujący Mbundu.
Wszystkie grupy dążące do niepodległości zaczęły ze sobą rywalizować. W 1968 roku OJA wycofała swoje poparcie dla dotychczasowego rządu na uchodźstwie, w 1972 roku wymusiła na MPLA i FNLA utworzenie wspólnej Rady Wyzwolenia Angoli z Holdenem Roberto na czele. Krok ten nie załagodził wzajemnych animozji w ruchu antykolonialnym. Dekolonizacja Angoli została zapoczątkowana wraz z rewolucją goździków w Portugalii. Proces ten we wrześniu 1974 roku próbował zahamować Zjednoczony Opór Angoli, skupiający osadników portugalskich. Próba zamachu stanu przeprowadzona przez osadników nie udała się, a w styczniu 1975 roku powołano rząd tymczasowy z udziałem MPLA, UNITA i FNLA. Od lutego rozgorzał konflikt wewnętrzny, który w lipcu przerodził się w wojnę domową. W sierpniu niepodległość Kabindy ogłosił FLEC, zostało to uznane przez kilka państw. W listopadzie tego samego roku przewodniczący MPLA, Nheto proklamował utworzenie Ludowej Republiki Angoli, której prezydentem został. Tego samego dnia połączone siły FNLA i UNITA proklamowały Ludowo-Demokratyczną Republikę Angoli, prezydentem kraju został Holden Roberto, premierem Savimbi. Wsparcia rebeliantom z UNITA i FNLA udzieliły wojska zairskie i południowoafrykańskie. Kampania rebeliancka nie powiodła się, a do stycznia-marca 1976 roku siły republiki ludowej opanowały większość kraju, zmuszając przy tym siły RPA i Zairu do wycofania się z kraju. W tym samym roku republika ludowa została przyjęta do ONZ i OJA.
Konstytucja z 1975 roku wprowadzała jednopartyjny system polityczny, w którym to pełnia władzy należała do MPLA. Angola tym samym zbliżyła się politycznie do państw socjalistycznych i tzw. państw frontowych Afryki Południowej. Od 1977 roku doszło do wznowienia działalności opozycji skupionej: UNITA, FNLA, FLEC oraz nowo powstałego Ruchu na rzecz Wyzwolenia Kabindy (MOLICA). Celem rebeliantów było obalenie rządu lub rozczłonkowanie Angoli na kilka odrębnych państw. Od 1978 miejsce mają stałe ataki armii południowoafrykańskiej na Angolę w odwecie za popieranie przez rząd w Luandzie ruchu wyzwoleńczego z Namibii (SWAPO). Po śmierci Nheto w 1979 roku, nowym prezydentem i przewodniczącym monopartii został José Eduardo dos Santos. W latach 80. doszło do poszerzenia wpływów UNITA na południu kraju.
W grudniu 1990 roku rządząca partia odeszła od marksizmu i zapowiedziała dążenie do demokracji i gospodarki rynkowej. W 1991 roku wprowadzono system wielopartyjny i podpisano porozumienie kończące wojnę domową. W 1992 roku odbyły się wybory parlamentarne i prezydenckie. Wybory przeprowadzono w obecności obserwatorów ONZ. Okazały się one zwycięskie dla rządzącej partii i dotychczasowego prezydenta. UNITA zakwestionowała wynik wyborów i zerwała porozumienie z 1991 roku. Działania wojenne zakończono w 1994 podpisaniem porozumienia pokojowego w Lusace. Już cztery lata później walki wybuchły z nową siłą. 22 lutego 2002 zginął Jonas Savimbi – przywódca UNIA, co doprowadziło do kolejnego zawieszenia broni. Pierwsze od 1992 roku wybory odbyły się w 2008. Rezultaty wskazały na wielkie zwycięstwo rządzącej partii MPLA, która uzyskała 82% oddanych głosów. Główna partia opozycji, UNITA, otrzymała poparcie zaledwie 10% wyborców. Ostatnie wybory odbyły się w 2012 roku, również i one okazały się sukcesem rządzącej MPLA.
Angola w ostatnich latach wojny domowej zaangażowała się też w wojny w innych regionach Afryki. W czasie wojny domowej w Republice Konga, w październiku 1997 doszło do interwencji wojsk Angoli, w wyniku której prezydent tego kraju, premier Yhombi-Opango i ich zwolennicy zostali zmuszeniu do ucieczki z kraju, a nowym prezydentem został Denis Sassou-Nguesso. W I wojnie domowej w Kongu Angola wsparła rebeliantów na czele z Laurentem-Désiré Kabilą. Celem operacji wojsk angolskich było obalenie dotychczasowych władz Zairu (z terenu tego państwa ataków na pozycje rządowe dokonywała UNITA), wojska angolskie w tym konflikcie wsparły Rwanda, Uganda i Burundi. Następnie wzięła udział w II wojnie domowej w Kongu w celu ochrony rządu Sassou-Nguesso przed rebeliantami Tutsi oraz ponownie wsparła rząd Demokratycznej Republiki Konga w konflikcie w prowincji Kiwu. W 2013 roku w ramach MISCA wzięła udział w wojnie domowej w Republice Środkowoafrykańskiej.

## Siły zbrojne
Angola dysponuje trzema rodzajami sił zbrojnych: wojskami lądowymi, marynarką wojenną oraz siłami powietrznymi. Uzbrojenie sił lądowych Angoli składało się w 2022 roku z: 320 czołgów, 1210 opancerzonych pojazdów bojowych, 28 sztuk artylerii samobieżnej, oraz 585 zestawów artylerii holowanej. Marynarka wojenna Angoli dysponowała w 2022 roku 37 okrętami obrony przybrzeża oraz dwoma okrętami obrony przeciwminowej. Angolskie siły powietrzne posiadały w 2022 roku uzbrojenie w postaci m.in. 89 myśliwców, 30 samolotów transportowych, 61 samolotów szkolno-bojowych, 117 śmigłowców oraz 15 śmigłowców szturmowych.
Wojska angolskie w 2014 roku liczyły 107 tys. żołnierzy zawodowych oraz 10 tys. rezerwistów. Według rankingu Global Firepower (2022) angolskie siły zbrojne stanowią 66. siłę militarną na świecie, z rocznym budżetem na cele obronne w wysokości 1,06 mld dolarów (USD).

## Gospodarka
Gospodarka Angoli, ze względu na trwające niemal bezustannie przez ćwierćwiecze działania wojenne, znajduje się w stanie dezorganizacji. ONZ zalicza Angolę do grupy najsłabiej rozwiniętych państw świata (tzw. LDC – Least Developed Countries). Pomimo bogatej bazy surowców naturalnych, dochody na mieszkańca należą do najniższych na świecie. Wydobycie ropy naftowej i związane z tym przedsięwzięcia są głównym źródłem dochodów, dając 45% PKB i stanowią 90% eksportu Angoli. Ze względu na trwające działania wojenne, prowadzone pomimo podpisania w grudniu 1994 porozumienia pokojowego, a także z uwagi na liczne pozostałe w ziemi miny, nie ma chętnych do uprawy ziemi, co zmusza do importowania znacznych ilości żywności. Aby móc w pełni korzystać ze swych bogatych zasobów (między innymi złota, diamentów, rozległych lasów, łowisk na Atlantyku i złóż ropy naftowej), Angola musi doprowadzić do zawarcia trwałego pokoju, a także zreformować rząd. Pomimo działań wojennych w 1998 wzrost gospodarczy wyniósł w następnym roku 4%. Dziś jednak tempo wzrostu gospodarczego Angoli wynosi 19,1%. Jest to spowodowane hossą na rynku ropy naftowej. Jednak wewnętrzne walki odstraszają od inwestycji poza sektorem paliwowym. Bogactwa naturalne i możliwości z nimi związane nie mogą zostać wykorzystane, gdyż Angola musi spłacać długi za broń i amunicję, wykorzystując ropę, złoto i diamenty.
| Główne uprawy w Angoli (2017) (w tonach) | Główne uprawy w Angoli (2017) (w tonach) |
| ---------------------------------------- | ---------------------------------------- |
| Ananasy                                  | 727 224                                  |
| Banany (7. miejsce na świecie)           | 4 301 880                                |
| Bataty (7. miejsce)                      | 1 857 797                                |
| Fasola                                   | 375 494                                  |
| Kapusta                                  | 353 388                                  |
| Kawa                                     | 15 436                                   |
| Kukurydza                                | 2 680 000                                |
| Maniok (7. miejsce)                      | 11 747 938                               |
| Olej palmowy                             | 280 529                                  |
| Olej rycynowy                            | 4129                                     |
| Orzeszki ziemne                          | 244 846                                  |
| Owoce cytrusowe (6. miejsce)             | 283 813                                  |
| Proso                                    | 70 000                                   |
| Trzcina cukrowa                          | 564 918                                  |
| Warzywa (fresh nes)                      | 358 888                                  |
| Ziemniaki                                | 807 310                                  |

## Miasta Angoli
Poniższa lista przedstawia największe miasta Angoli:
| 1  | Luanda            | Luanda         | 5 172 900 |
| 2  | Huambo            | Huambo         | 1 100 000 |
| 3  | Lobito            | Benguela       | 207 932   |
| 4  | Benguela          | Benguela       | 151 226   |
| 5  | Moçâmedes         | Namibe         | 132 900   |
| 6  | Malanje           | Malanje        | 125 856   |
| 7  | Lubango           | Huíla          | 125 632   |
| 8  | Kuito             | Bié            | 114 286   |
| 9  | Kabinda           | Kabinda        | 91 791    |
| 10 | Capenda-Camulemba | Lunda Północna | 80 000    |

## Demografia
65,5% ogółu ludności mieszka w miastach. Największy odsetek ludności zamieszkuje północne i środkowe wybrzeże. Południowa i wschodnia część kraju jest prawie bezludna.
W użyciu pozostaje przede wszystkim język portugalski jako język urzędowy kraju. Poza tym, szeroko używane są języki bantu (kimbundu, umbundu, kikongo), a także inne języki afrykańskie.
| Grupa etniczna | Język       | Liczebność (w tys., 2018) | Procent ludności |
| -------------- | ----------- | ------------------------- | ---------------- |
| Ovimbundu      | umbundu     | 9266                      | 30,1%            |
| Kimbundu       | kimbundu    | 7461                      | 24,2%            |
| Kongo          | kongo       | 2828                      | 9,19%            |
| Chokwe         | chokwe      | 1703                      | 5,53%            |
| Kwanyama       | oshiwambo   | 1163                      | 3,78%            |
| Luvale         | luvale      | 1055                      | 3,43%            |
| Nyaneka        | nyaneka     | 769                       | 2,5%             |
| Mbangala       | mbangala    | 632                       | 2,05%            |
| Luchazi        | luchazi     | 598                       | 1,94%            |
| Nyemba         | nyemba      | 496                       | 1,61%            |
| Portugalczycy  | portugalski | 430                       | 1,4%             |
| Chińczycy      | chiński     | 363                       | 1,18%            |
| Lunda          | lunda       | 331                       | 1,08%            |
| Mbunda         | mbunda      | 300                       | 0,97%            |
| Hiszpanie      | hiszpański  | 13                        | 0,04%            |

### Religia

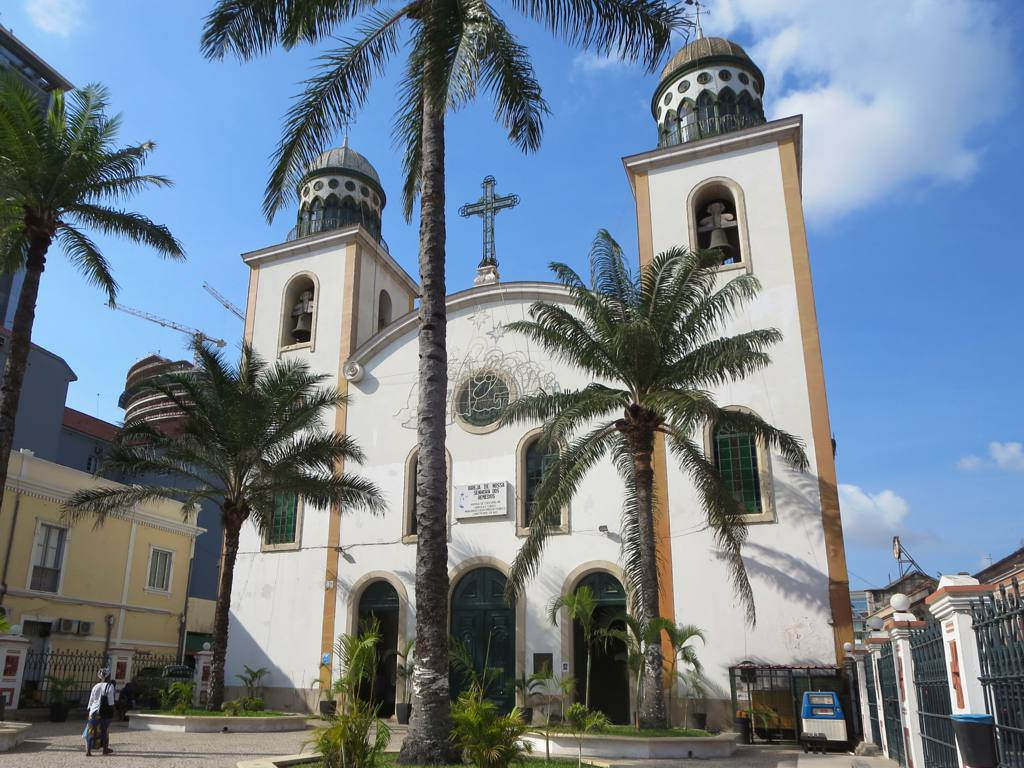
Katedra katolicka w Luandzie

Struktura religijna kraju w 2020 roku według The ARDA:
- chrześcijaństwo – 92,9%:
  - katolicyzm – 53,8%,
  - protestantyzm – 27,4% (głównie zielonoświątkowcy i kalwini, ale także adwentyści dnia siódmego, baptyści, bracia plymuccy i inni),
  - niestowarzyszeni – 6,4%,
  - niezależne kościoły – 6,2% (w większości tokoiści, ale także świadkowie Jehowy i inni),
- tradycyjne religie afrykańskie – 5,1%,
- islam – 1,1%,
- brak religii – 0,9%.

Według spisu ludności z 2014 roku przeprowadzonego przez Narodowy Instytut Statystyki (INE), 41,1% populacji wyznawało katolicyzm, 38,1% protestantyzm, 12,3% deklarowało brak religii i 8,6% wyznawało inną religię.

## Problem AIDS i HIV
Podczas wojny domowej dochodziło do masowych gwałtów na ludności cywilnej wspierającej przeciwną stronę konfliktu. Wynikiem tych praktyk jest poważna groźba wybuchu epidemii AIDS. Brak prowadzonych statystyk wśród ludności powoduje, że nie jest znana liczba osób zarażonych wirusem lub chorych. Władze oficjalnie mówią, że w porównaniu do reszty Czarnej Afryki w kwestii AIDS Angola wypada najlepiej.

## Kultura
- Święto narodowe: Dzień Niepodległości – 11 listopada